# 阿勒普统阿
阿勒普统阿（Alp Er Tunga，或是 Alp Er Tonğa），是突厥神話與文學中的英雄人物。他在突厥學者麻赫穆德·喀什噶里的《突厥語大詞典》、玉素甫·哈斯·哈吉甫的《福樂智慧》，以及作家佚名的《科爾庫特之書》梵蒂岡手稿中被提及。
在突厥传说中他就是列王紀中图兰人的名王牙弗拉斯额卜。有些人说他是塞人的王。

## 名稱
將名字羅馬化後解析，Alp意為「勇敢」、「英雄」、「勇士」，Er代表「男人」、「男性」、「士兵」，Tonğa則指「西伯利亞虎」。